# Merriam-Webster
Merriam-Webster, originalmente fundada em 1831 como G. & C. Merriam Company, de Springfield, Massachusetts, é uma editora estadunidense que publica livros de consulta, especialmente dicionários originados do An American Dictionary of the English Language, de Noah Webster, de 1828.
Os dois dicionários mais conhecidos da empresa são o Webster's Third New International Dictionary, o mais completo dicionário estadunidense de inglês corrente e não especializado, e o Merriam-Webster's Collegiate Dictionary, o maior e mais popular dicionário universitário, que está disponível em formato CD-ROM para uso em computadores pessoais. A editora faz um concurso anual de "palavras do ano" desde 2003.